# Jean-Claude Larrieu
Jean-Claude Larrieu (Montastruc, 20 de setembre de 1943) és un director de fotografia francès.
Durant la seva carrera professional ha col·laborat en nombroses ocasions amb la cineasta Isabel Coixet.

## Filmografia
- Le Crime d'amour (1982) - Guy Gilles
- Un amour à Paris (1988) - Merzak Allouache
- Bille en tête (1989) - Carlo Cotti
- J'aurais jamais dû croiser son regard (1989) - Jean-Marc Longval
- Mauvaise fille (1991) - Régis Franc
- Petits arrangements avec les morts (1994) - Pascale Ferran
- Le Garçu (1995) - Maurice Pialat
- Restons groupés (1998) - Jean-Paul Salomé
- Le Bleu des villes (1999) - Stéphane Brizé
- My Life Without Me (2003) - Isabel Coixet
- Le Ventre de Juliette (2003) - Martin Provost
- Viva Laldjérie (2003) - Nadir Moknèche
- Habana Blues (2005) - Benito Zambrano
- Paris, je t'aime - segment Bastille (2006) - Isabel Coixet
- La vida secreta de les paraules (2006) - Isabel Coixet
- Comme les autres (2008) - Vincent Garenq
- Elegy (2008) - Isabel Coixet
- Joueuse (2009) - Caroline Bottaro
- Mapa dels sons de Tòquio (2009) - Isabel Coixet
- Les Femmes du 6e étage (2011) - Philippe Le Guay
- Molière en bicicleta (2013) - Philippe Le Guay
- Another Me (2013) - Isabel Coixet
- Floride (2015) - Philippe Le Guay
- Ningú no vol la nit (2015) - Isabel Coixet
- Julieta (2016) - Pedro Almodóvar
- The Bookshop (2017) - Isabel Coixet

## Premis
Medalles del Cercle d'Escriptors Cinematogràfics
| Any  | Categoria         | Pel·lícula                      | Resultat  |
| ---- | ----------------- | ------------------------------- | --------- |
| 2004 | Millor fotografia | My Life Without Me              | Nominat   |
| 2006 | Millor fotografia | La vida secreta de les paraules | Guanyador |
| 2017 | Millor fotografia | La llibreria                    | Guanyador |

Premis Goya
| Any  | Categoria         | Pel·lícula          | Resultat |
| ---- | ----------------- | ------------------- | -------- |
| 2015 | Millor fotografia | Ningú no vol la nit | Nominat  |
| 2017 | Millor fotografia | La llibreria        | Nominat  |